# Aigle Noir Athlétique Club
Pour les articles homonymes, voir Aigle noir.
Maillots
L'Aigle Noir Athlétique Club, plus communément appelé Aigle Noir est un club haïtien de football, basé à Port-au-Prince, la capitale du pays.

## Histoire
Fondé le 27 janvier 1951 dans la ville de Port-au-Prince, la capitale haïtienne, le club d'Aigle Noir a toujours joué au plus haut niveau, à savoir en Ligue Haïtienne, le championnat de première division. Il partage le stade national Sylvio-Cator avec deux autres formations de première division, le Racing Club Haïtien et Violette AC.
Le club remporte à cinq reprises le titre de champion d'Haïti, en 1953, 1955, 1970 et lors du tournoi de clôture de la saison 2006. Il a également remporté la Coupe d'Haïti en 1960. 
Lors de la participation de la sélection nationale haïtienne à la phase finale de la Coupe du monde 1974, trois joueurs du club font partie du groupe de 23 joueurs appelés par le sélectionneur Antoine Tassy : les défenseurs Serge Ducosté et Serge Racine ainsi que le milieu de terrain Jean-Claude Désir. Les internationaux Fucien Brunel, Peterson Joseph, Georges Chardin Délices et Jean Sony Alcenat ont également porté le maillot d'Aigle Noir durant leur carrière.
Durant son histoire, Aigle Noir représente Haïti lors de plusieurs campagnes en Coupe des champions de la CONCACAF. En 1971, après son troisième titre de champion, le club haïtien choisit de déclarer forfait avant le duel l'opposant à l'équipe des Antilles néerlandaises du SV Estrella. L'année suivante, grâce à sa deuxième place en championnat derrière le Don Bosco FC, il est à nouveau qualifié. Les résultats exacts sont inconnus mais il s'avère qu'Aigle Noir ne passe pas le tour préliminaire de la zone Caraïbes. En 1984, après un nouveau titre de vice-champion d'Haïti obtenu la saison précédente, la formation de Port-au-Prince va une nouvelle fois voir sa campagne de qualification s'arrêter rapidement, éliminée dès son entrée en lice par le club de Victory Boys, des Antilles néerlandaises.
Depuis la mise en place du Championnat des Caraïbes des clubs, qualificatif pour la Ligue des champions de la CONCACAF, l'Aigle Noir ne participe qu'à une seule reprise à la compétition, en 2006-2007, à la suite de sa victoire dans le tournoi de Clôture du championnat haïtien. Versé dans le groupe A en compagnie des Jamaïcains du Harbour View FC, du CSD Barber (Curaçao) et de Positives Vibes FC, un club des îles Vierges américaines, le club haïtien finit à la dernière place, après avoir perdu les trois rencontres qu'il dispute.

## Palmarès
- Ligue Haïtienne (5) :
  - Champion : 1953, 1955, 1970, 2005-2006 (Clôture), 2005-2006 (Digicel)
  - Vice-champion : 1971, 1983

- Coupe d'Haïti (1) :
  - Vainqueur : 1960

## Grands joueurs
- Jean Sony Alcenat
- Fucien Brunel
- Georges Chardin Délices
- Jean-Claude Désir
- Serge Ducosté
- Peterson Joseph
- Rosemond Pierre
- Serge Racine
- Jean Gesner Henry